# Koto Tangah (Payakumbuh Barat)
Koto Tangah is een bestuurslaag in het regentschap Payakumbuh van de provincie West-Sumatra, Indonesië. Koto Tangah telt 1630 inwoners (volkstelling 2010).